# Gegenleben
Gegenleben (englischer Originaltitel: The Counterlife) ist ein Roman des amerikanischen Schriftstellers Philip Roth, der im Jahr 1986 beim New Yorker Verlag Farrar, Straus and Giroux veröffentlicht wurde. Protagonisten sind der bereits aus Roths vorigen Romanen bekannte jüdisch-amerikanische Schriftsteller Nathan Zuckerman und sein Bruder Henry, der nach Israel auswandert, um seiner jüdischen Identität nachzuspüren. Der Roman gewann 1987 den National Book Critics Circle Award und war Finalist des National Book Award. Die deutsche Übersetzung von Jörg Trobitius erschien 1988 beim Carl Hanser Verlag.

## Inhalt

### I Basel
Seit der Veröffentlichung seines Skandalromans Carnovsky ist der Schriftsteller Nathan Zuckerman mit seinem jüngeren Bruder Henry, einem Zahnarzt, entzweit. Dieser wirft Nathan vor, seine Familie aus egoistischen Gründen zum Gegenstand seiner Literatur gemacht und dabei verzerrt dargestellt zu haben, was letztlich beide Eltern in den Tod getrieben habe. Erst kurz vor seinem Tod nimmt Henry wieder Kontakt zu Nathan auf. Bei einer Routineuntersuchung ist eine Arterienverengung festgestellt worden. Zwar hält ein Betablocker das Risiko eines Herzinfarkts unter Kontrolle, doch als Nebenwirkung des Medikaments ist er seither impotent.
Als ihr Verhältnis noch intakt gewesen ist, hat Henry seinem scheinbar so weltgewandten und sexuell erfahrenen Bruder die außereheliche Affäre mit einer Schweizerin aus Basel namens Maria anvertraut, die ihn vollkommen gefangen nahm. Damals hat er es nicht gewagt, seine Frau Carol und die drei Kinder zu verlassen. Jetzt scheint er der verpassten Gelegenheit nachzutrauern und stürzt sich in eine Affäre mit seiner – in Nathans Augen völlig reizlosen – Zahnarzthelferin Wendy. Weil er es nicht erträgt, impotent zu sein, entschließt sich Henry, obwohl er sonst keine Beschwerden hat, zu einer Bypass-Operation, an der er stirbt.
Nathan, der sich als Libertin der Familie verpflichtet gefühlt hat, seinen Bruder bei seinem Entschluss zu unterstützen, fragt sich an seinem Sarg, ob Henry nicht vielmehr erwartet hat, dass ihn sein älterer Bruder von dem idiotischen Vorhaben abbringe. Am Vorabend des Begräbnisses schreibt der Schriftsteller einen Text über die wahren Motive seines Bruders nieder, der völlig ungeeignet ist, am nächsten Tag als Grabrede verlesen zu werden. So hält Carol eine verlogene Trauerrede, in der sie Henrys Operation als eine Liebestat für seine Ehefrau umdeutet.

### II Judäa
Henry hat die Operation körperlich gut überstanden, doch die Tatsache, dass er sein Leben für eine belanglose Affäre aufs Spiel gesetzt hat, hat ihn in eine schwere seelische Krise gestürzt. Er, der sein Leben lang ein säkularisierter, assimilierter Jude gewesen ist, entdeckt plötzlich den Zionismus als seine Mission. Der Zahnarzt gibt seine Praxis auf, verlässt Familie, Geliebte und die Vereinigten Staaten und wandert nach Israel aus, wo er sich „Hanoch“ nennt, Hebräisch lernt und den Talmud studiert. Im Auftrag Carols reist Nathan seinem Bruder nach.
Die Reise nach Israel konfrontiert Nathan Zuckerman mit Menschen, die sich vollkommen der Idee des Judentums verschrieben haben, von dessen Prägung er sich stets, gerade auch in seiner Literatur, zu distanzieren und befreien versucht hat. Wiederholt wird er als in der Diaspora lebender Jude dafür angegriffen, die Sache der Gojim zu vertreten und nicht ausreichend Position für das Existenzrecht Israels zu beziehen. Henry findet er in einer kleinen Siedlung im Westjordanland, wo er unter dem Einfluss des in Berlin geborenen und dem Holocaust eintkommenen Fanatikers Mordechai Lippman steht, der den militanten Kampf für das jüdische Leben in Israel vertritt. Er wirft den jüdischen Autoren (Norman Mailer, Zuckermann) in den Vereinigten Staaten vor, sich mit irrelevanten Problemen in der Psychologie der Gewalt zu befassen. Er sagt einen brutalen Kampf der Weißen dort mit den Einwanderern diverser Herkunft voraus, in dem die Juden erneut zu Opfern würden. Henry wehrt sich dagegen, in seinen Motiven nicht ernst genommen und lediglich als braver Sohn, der einer Vaterfigur folge, psychopathologisiert zu werden, wie es der Schriftsteller mit allen Menschen tue.

### III In der Luft
Nathan muss unverrichteter Dinge abreisen. An Bord der Maschine der El Al nach London schreibt er Briefe an seinen Bruder und seinen liberalen Freund Shuki, der befürchtet, Zuckerman könne mit einem verzerrten Bild Israels seinen Landsleuten schaden. Unvermittelt wird er in eine Flugzeugentführung eines verrückten amerikanischen Studenten und Fans seiner Bücher namens Jimmy hineingezogen, der eine Handgranate ins Flugzeug geschmuggelt hat. In einem Pamphlet fordert er die Schließung sämtlicher Erinnerungsstätten für den Holocaust, um sich von der Vergangenheit zu befreien. Zwar wird Jimmy schnell von zwei brutalen Sicherheitsleuten überwältigt, doch wird auch Nathan von ihnen entkleidet und verhört. Sie unterstellen ihm die Urheberschaft des Pamphlets und konfrontieren ihn mit dem eigentlichen Grund des Antisemitismus: der Furcht vor jüdischer Macht. Das Flugzeug wendet und bringt Zuckerman zurück nach Israel.

### IV Gloucestershire
Nicht Henry, sondern Nathan ist es, der nach einer medikamentösen Behandlung seiner Herzprobleme impotent wird und diesen Zustand nicht ertragen kann, weil er von einem plötzlichen Kinderwunsch mit seiner Geliebten, einer verheirateten Engländerin namens Maria, getrieben wird. Gegen Marias Wunsch entschließt er sich zu einer Bypass-Operation, an der er stirbt. Zu seinem Begräbnis erscheint sein Bruder Henry, mit dem es zu keiner Aussöhnung mehr gekommen ist. Noch auf der Beerdigung seines älteren Bruders fühlt sich Henry zurückgesetzt und unfähig, es auf dessen Gebiet, der Sprache, mit ihm aufzunehmen. So hält Nathans Lektor die Grabrede, in der er ausgerechnet Carnovsky, jenen Roman, durch den Henry das Leben seiner Familie beschmutzt und beschädigt sieht, lobpreist.
Nach der Trauerfeier verschafft sich Henry Zutritt zu Nathans Wohnung. Er entdeckt das letzte Manuskript des Schriftstellers und gerät in Wut über die unverschlüsselte und verzerrte Darstellung seiner selbst, in die Nathan seine eigenen Probleme übertragen hat. Um seine Familie zu schützen, nimmt er die Teile I bis III des Romans an sich und wirft sie an einer Autobahnraststätte in den Müll. Später am Abend will sich Maria in Nathans Wohnung von ihrem Geliebten verabschieden. Sie entdeckt den Rest des Manuskripts, das nurmehr aus Teil V besteht. Obwohl sie hierin ihre Liebesgeschichte mit Nathan offenbart und ihre Familie herabgesetzt sieht, beschließt sie, den Nachlass ihres Geliebten zu veröffentlichen. Der Interviewer, dem sie Rede und Antwort steht, stellt sich als Geist des verstorbenen Nathans heraus.

### V Christenheit
Ohne Zwischenfälle auf dem Heimflug aus Israel landet Nathan Zuckerman in London, wo er mit der Familie seiner schwangeren Frau Maria einen vorweihnachtlichen Gottesdienst besucht. Nirgends fühlt er sich so sehr als Jude wie in einer christlichen Zeremonie. Marias Mutter, die verarmtem Landadel entstammt, begegnet ihrem amerikanischen Schwiegersohn mit Snobismus, Marias boshafte Schwester mit literarischem Antisemitismus. Mit der Bemerkung, ihre Mutter würde niemals einen ungetauften Enkel akzeptieren, weckt sie einen ersten Zweifel in Zuckermans idealistischer Hoffnung, an Marias Seite ein neues Leben zu finden. Als eine alte Engländerin auf Marias Geburtstagsfeier judenfeindliche Bemerkungen macht, kommt es zu einem Ehestreit. Zuckerman, dessen Werke in Amerika stets gerade von Juden kritisiert worden waren, erlebt zum ersten Mal echten Antisemitismus. Er fühlt sich verraten von seiner Frau, die die Vorfälle herunterspielt und ihm vorwirft, er sei wie Mordechai Lippman, er sei sein Bruder.
In Chiswick, auf der Baustelle ihres geplanten Hauses, kommt der geflohene Nathan wieder zu sich. Er begreift, dass Maria und er bloß einen Stellvertreterkrieg für die Weltanschauungen ihrer Eltern ausgefochten haben, dessentwegen er nicht die Zukunft ihrer jungen Ehe aufs Spiel setzen will. Er hat Angst, wenn er zu Maria zurückkehrt, könnte er nur noch ihren Abschiedsbrief vorfinden. Doch als Schriftsteller kann er nicht anders, als sich diesen Brief vorzustellen, einen Brief, mit dem nicht nur eine Frau ihren Mann verlässt, sondern eine Romanfigur den Roman. In diesem Brief erklärt Maria, sie wolle nicht länger Teil seiner Geschichte sein, in der er als Schriftsteller stets den Konflikt und die dramatische Zuspitzung suche, während sie bloß ihren Seelenfrieden finden möchte. Zuckerman antwortet ihr ebenfalls in einem Brief, in dem er in Abrede stellt, dass es ein Selbst überhaupt gebe. Stattdessen seien sie alle nur die Summe ihrer Rollen, sei er bloß ein Theater. Das Buch, aus dem Maria zu entfliehen versuche, sei so nahe am Leben, wie sie dem Leben überhaupt jemals kommen können.

## Ausgaben
- Philip Roth: The Counterlife. Farrar, Straus and Giroux, New York 1986, ISBN 0-374-13026-4.
- Philip Roth: Gegenleben. Aus dem Amerikanischen von Jörg Trobitius. Hanser, München 1988, ISBN 3-446-14948-1.
- Philip Roth: Gegenleben. Aus dem Amerikanischen von Jörg Trobitius. Dtv, München 1991, ISBN 3-423-11500-9.
- Philip Roth: Gegenleben. Aus dem Amerikanischen von Jörg Trobitius. Rowohlt, Reinbek bei Hamburg 2002, ISBN 3-499-23177-8.

## Sekundärliteratur
- Alfred Hornung: Das Gegenleben / The Counterlife. In: Frank Kelleter (Hrsg.): Kindler Kompakt · Amerikanische Literatur 20. Jahrhundert. Metzler Verlag, Stuttgart 2015, S. 167–169. ISBN 978-3-476-04058-9.
- Derek Parker Royal: Postmodern Jewish Identity in Philip Roth's "The Counterlife". In: Modern Fiction Studies, Vol. 48, No. 2, Sommer 2002, S. 422–443. Veröffentlicht von The Johns Hopkins University Press, Baltimore.
- Matthew Wilson: Fathers and Sons in History: Philip Roth's The Counterlife. In: Prooftexts. Vol. 11, No. 1, Januar 1991, S. 41–56. Veröffentlicht von Indiana University Press, Bloomington.

## Rezensionen
- William H. Glass: Deciding to Do the Impossible. In: The New York Times vom 4. Januar 1987.
- Volker Hage: Ich bin ein Theater. In: Die Zeit vom 25. November 1988.
- Andreas Isenschmid: Fiktionsmaschine im Looping. In: Der Spiegel. Nr. 1, 1989, S. 134–137 (online).